# Aureobythus villosus
Aureobythus villosus (лат.) — ископаемый вид хризидоидных ос из семейства Chrysobythidae. Бирманский янтарь (меловой период, Мьянма, Юго-Восточная Азия).

## Описание
Мелкие хризидоидных осы (длина тела 3,3 мм, ширина головы — 1,1 мм). 
Диск клипеус с широкой лопастью; усиковый сегмент F1 короче F2 (у самок); мезоплеврон спереди округлый, без киля; мезоплеврон латерально с одной ямкой в нижней части. Формула голенных шпор: 1-2-2. Переднее крыло с шестью закрытыми ячейками: костальная, радиальная, 1-я кубитальная, 1-я медиальная, 1-я радиальная 1 (субмаргинальная), 2-я радиальная 1 (маргинальная); жилка М с первой прямой абсциссой; заднее крыло с редуцированным жилкованием, представлено только жилками Sc + R.

## Систематика
Aureobythus villosus включён в отдельный род Aureobythus (Chrysobythidae), в котором от близких видов отличается узкой головой, многочисленными однообразной длины щетинками на теле, обычным несплюснутым вентрумом затылка, клипеусом без длинных щетинок.